# شحر (شهر)
 شحر  به عربی ( الشحر )، شهری ساحلی در کرانهٔ دریای عرب، و در سمت مشرق مکلا در کشور یمن واقع شده‌است. 
این شهر مرکز مدیریت الشحر است، و در استان حضرموت واقع شده‌است. 
اشغالگران پرتغالی در سال ۱۵۱۲ این شهر را اشغال نموندند.

## جمعیت
جمعیت این شهر در حدود ۴۰۰۰۰ نفر می‌باشد.